# Política de Níger

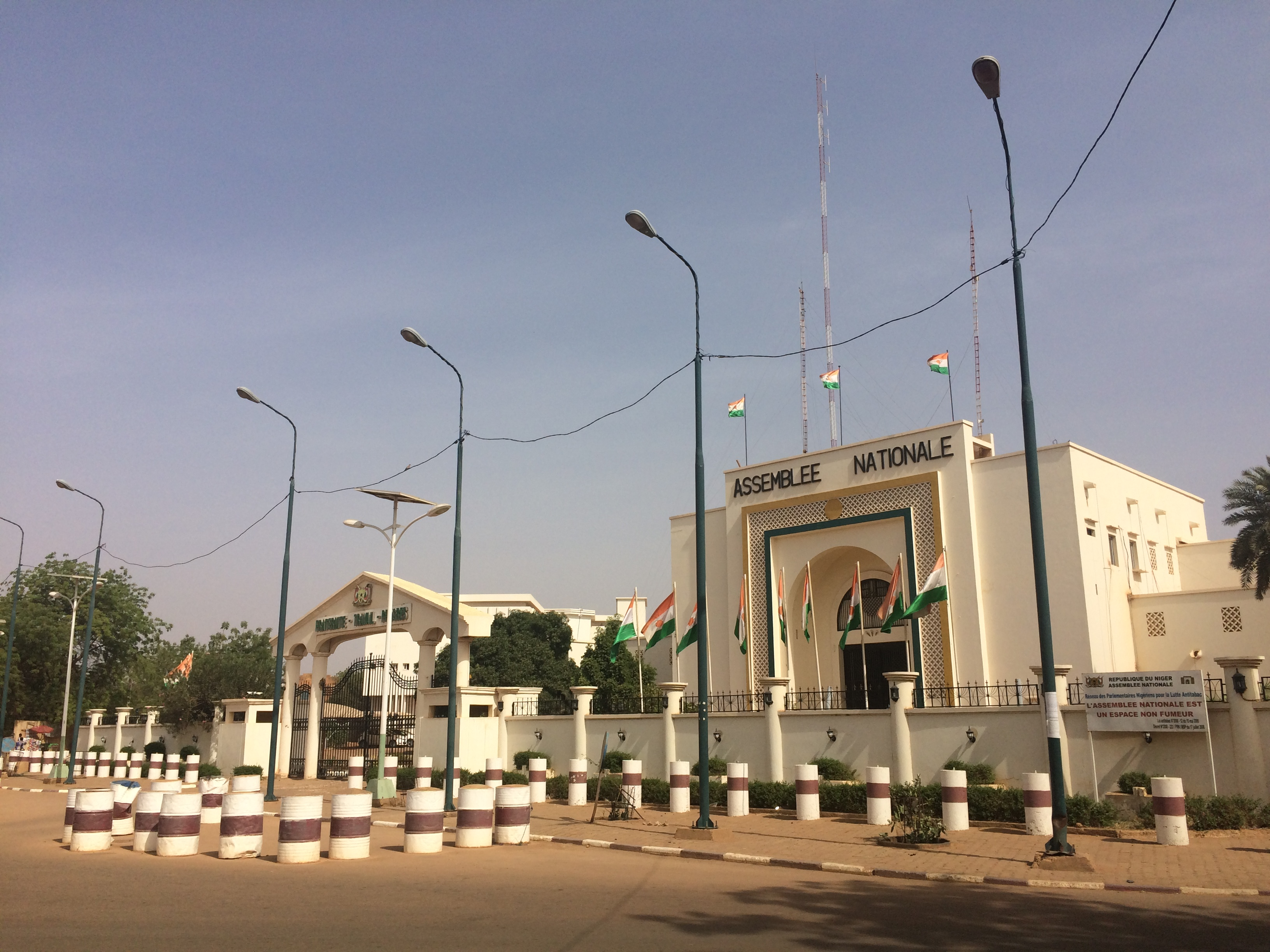
Asamblea Nacional de Níger, en Niamey

La política de Níger tiene lugar en el marco de una república con un sistema semipresidencial representativa, donde el Presidente de Níger es el jefe de Estado y el primer ministro de Níger el jefe de gobierno. Se trata de un sistema multipartidista. El poder ejecutivo es ejercido por el gobierno. El poder legislativo es ejercido tanto por el gobierno como por la Asamblea Nacional de Níger.

## Constitución
La Constitución de diciembre de 1992 fue revisada por un referéndum nacional el 12 de mayo de 1996 y, de nuevo por referéndum, hasta tomar la forma actual, el 18 de julio de 1999. Restauró el sistema semipresidencial de la constitución de diciembre de 1992 (Tercera República) en el que el presidente de la república, elegido por sufragio universal por un mandato de cinco años, y un primer ministro nombrado por el presidente, comparten poderes ejecutivos. Como reflejo de la población creciente del país, la Asamblea Nacional unicameral se expandió en 2004 hasta 113 diputados elegidos por un período de 5 años mediante un sistema de representación mayoritaria. 

## Poder ejecutivo
La nueva constitución de Níger restaura el sistema semipresidencial de gobierno de la constitución de diciembre de 1992 en la que el presidente de la República es elegido para un mandato de cinco años y el primer ministro es nombrado por el presidente.
El Presidente de Níger es Abdourahamane Tchiani, quien tomó el poder mediante un golpe de Estado el 26 de junio de 2023 tras derrocar al presidente constitucional Mohamed Bazoum. Su primer ministro es Ali Lamine Zeine, quien fue designado el 8 de agosto del mismo año.

## Poder legislativo
La Asamblea Nacional de Níger (Assemblée Nationale) tiene 113 miembros, elegidos por un período de cinco años. 105 miembros son elegidos en circunscripciones multi asiento y 8 miembros son elegidos en circunscripciones únicas para representar a las minorías. Los partidos políticos deben lograr un mínimo del 5% de votos para poder entrar en la cámara legislativa.